# Microsoft Copilot
Microsoft Copilot是由微软开发的基于大型语言模型的聊天機器人，於2023年2月7日推出。它被視為Cortana的後繼產品。 
Microsoft Copilot在Microsoft Bing和Microsoft Edge內被稱為Bing Chat 。 在Build 2023大会上，微软宣布Windows 11將推出Copilot，用户可以直接在任务栏访问Copilot。 

## 发展历史

### 集成OpenAI语言模型

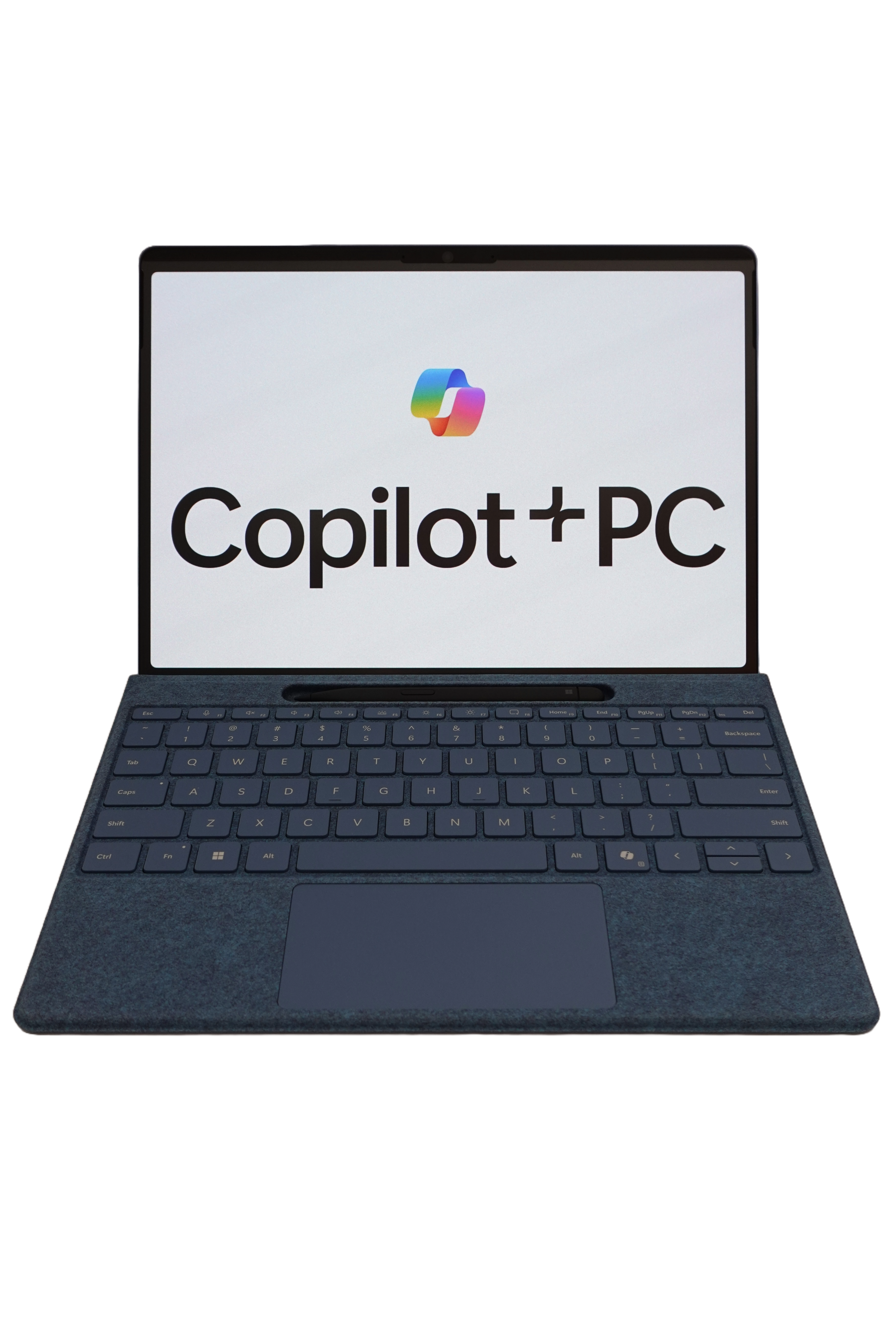
Copilot+ PC

微软在2022年夏天的时候看到了OpenAI的GPT模型演示，当时向微软展示的模型比GPT-3.5（新版必应所使用的模型）强大得多。微软在看到演示模型的强大功能之后，就拍板决定将GPT集成到新版必应中。
2023年2月7日，微软正式宣布将ChatGPT整合进新版必应(New Bing)和Microsoft Edge浏览器中。微軟將整合後的Bing稱之為「全新的Bing」（New Bing），整合後的聊天機器人稱為「Bing聊天」（Bing Chat）。整合后的新版必应采用OpenAI的AI模型GPT 3.5的升级版GPT-4，比ChatGPT使用的GPT 3.5更强大，能够使用最新信息和注释答案更好地回答搜索查询，可以切进或切出聊天模式。它的搜索查询框最多可以接收1,000个字符。
2023年2月17日，有消息称新版必应有Sydney、Assistant、Friend、Game四种模式，其中Sydney为默认模式，仅微软内部人员能切换到其它模式。
由于初始的新版必应聊天有时出现侮辱用戶、撒谎等問題，2023年2月18日，微软宣布對新版必应聊天進行调整，限制了用户的提问次数，用户每次只可以提出5个问题，超出此限制后就必须清除会话记录重新开始提问；每位用户每天最多只能提50个问题，超出此限制后必应聊天将不会回应任何问题。在随后的几周内，微软应用户的要求，逐渐放宽了限制。到后来的3月29日，每日聊天次数限制放宽至300，每个会话的轮次放宽至30。
2023年2月28日，有消息称微软邀请了部分用户测试必应聊天的“聊天風格”功能，用户可于几种模式间切换，呈现不同的聊天内容。
2023年3月4日，微软宣布为必应聊天引入了一些新的功能和特性，其中包括“精确”、“平衡”和“创意”模式，用户可在这三种模式之间进行切换，以体验不同的聊天语气。
2023年3月15日，微软必应博客在美国时间2023 年3月14日以及微软公司副总裁兼消费者首席营销官 Yusuf Mehdi 确认 Bing Chat 聊天机器人 AI 已经在 GPT-4 上运行。
2023年3月22日，微软宣布基于 GPT-4 的必应聊天（Bing Chat）现在整合 Bing Image Creator 功能。该功能基于 OpenAI 另一个深度学习模型 DALL-E，可以基于用户输入的文本内容自动生成图像。
2023年3月，必应搜索引擎的活跃用户总数达1亿。
2023年4月12日，科技媒体Bleeping Computer报道，微软在必应搜索结果页面引入了必应聊天（Bing Chat）体验。不过目前仅限于特定关键词，并未覆盖所有搜索场景。
2023年5月4日，Bing聊天正式进入开放预览（Open Preview）模式，任何人都可以使用。
2023年5月6日，微软必应官方博客发布博文，介绍了两项新的功能特性。其一是格式化回答的内容，第二是Image Creator支持中文等 100 多种语言。
2023年5月11日，微软更新了 AI 聊天机器人必应聊天（Bing Chat），引入了导出聊天记录和知识图谱两项功能 / 特性。
微软广告和网络服务部门的负责人 Mikhail Parakhin 表示，从2023年6月份开始，该公司将尝试让必应聊天支持第三方浏览器。此前只有微软的Microsoft Edge浏览器支持必应聊天。
2023年6月，微软广告和网络服务首席执行官米哈伊尔・帕拉欣（Mikhail Parakhin）表示正为必应聊天（Bing Chat）测试图像识别和视觉搜索功能。
2023年6月29日，IT之家报道称微软广告和网络服务主管 Mikhail Parakhin 表示会在未来几个月内，邀请 Bing Chat 用户参与测试 AI 炒股功能。
2023年8月14日，IT之家报道称根据Microsoft Bing首席执行官Mikhail Parakhin的说法，Bing Chat 升级已完成 99%，此次升级旨在提高 Bing Chat 的速度和可靠性，并引入第三方插件和“nosearch”等新功能。
2023年9月2日，微软必应博客发布博文，表示为必应搜索（Bing Search）和必应聊天（Bing Chat）增强地图服务，前者帮你规划目的地路线，后者提醒路途是否存在危险。
2023年10月4日，微软宣布OpenAI 最新的 DALL-E 3 图像生成器现在可供所有 Bing Chat 和 Bing Image Creator 用户免费使用。
2023年12月5日，媒体报道称微软为Bing搜索引擎带来一个名叫必应深度搜索（Deep Search）的功能，并称这项功能是建立在必应现有的网页索引和排名系统之上，并基于 GPT-4进行了强化，微软称这个功能在当用户使用Bing搜索引擎搜索时，GPT-4会接收相应的查询，并针对理想搜索结果进行更加一个全面的描述，但目前有媒体称它目前就只是一个可选功能，因为它更适合那些习惯用复杂的方式去问问题的人。
2025 年 3 月 17 日，微软开始向 Windows 用户全面推送 Copilot“手机连接”功能，这项功能允许用户在 Copilot 应用中使用自然语言来设置手机定时器/闹钟、查看和发送短信、查找联系人、使用手机地图导航等功能。
2025 年 4 月 5 日，在微软 50 周年特别活动上宣布了一系列 Copilot 新功能，这一系列 Copilot 新功能分别是：Copilot 记忆、Copilot 视觉、Copilot 深度研究工具、Copilot Actions、Copilot Podcast 和 Copilot Search。